# Caronte & Tourist
La Caronte & Tourist S.p.A. è una società di navigazione con sede a Messina, fondata nel 2003, che opera nel settore dei trasporti marittimi con l'espletamento del servizio traghetti.

## Storia
La società viene fondata a Messina nel 2003 come joint venture tra le due compagnie di navigazione operanti con il servizio di traghettamento di autoveicoli e passeggeri nello stretto di Messina, ovvero la calabrese Caronte di Villa San Giovanni, guidata dalla famiglia Matacena, e la siciliana Tourist Ferry Boat di Messina, di proprietà della famiglia Franza. Le due compagnie, attive dalla seconda metà degli anni sessanta, controllavano assieme l'80% del traffico marittimo sullo Stretto. Nella nuova entità confluivano le attività delle due compagnie, con una flotta di 15 traghetti che impiegava circa 1.000 marittimi. Nel 2001, entrambe avevano già avviato un rapporto di collaborazione nell'ambito del progetto comunitario Autostrade del mare, nell'ambito del quale viene introdotta una linea di collegamento tra i porti di Messina e Salerno.
Nel 2006, per far fronte alla crescente domanda, entravano in esercizio le navi Cartour Beta e Cartour Gamma, consentendo così di offrire un servizio di 1.200 corse annue. L'anno seguente, nel 2007, la Caronte & Tourist figurava nella compagine azionaria della neocostituita società di navigazione T-Link, per il collegamento tra Termini Imerese e Genova, con una quota del 15%. Nel 2009, la compagnia messinese noleggiò due navi traghetto dal Cantiere Navale Visentini, la Cartour Delta e la Cartour Epsilon, utilizzate l'anno seguente nel 2010 con l'inaugurazione della nuova rotta Salerno-Termini Imerese. Nel medesimo anno, venne costituita la Cartour per il servizio di cabotaggio. Nel 2011, il Fondo Italiano d'Investimento interveniva nella Cartour con un'iniezione di liquidità per 17 milioni di euro, e due anni più tardi, nel 2013 rilevava il 10% delle quote della Caronte & Tourist. Pertanto le quote possedute dalle famiglie Matacena e Franza erano rispettivamente del 48,56% e del 41,44%.
Nel periodo 2010-15, il fatturato della compagnia siciliana incrementava in modo sostenuto passando da 135 a 180 milioni di euro. Nel 2015, assieme alla napoletana TTT Lines la Caronte & Tourist creava la New TTT Lines S.p.A., in cui è azionista di maggioranza con una quota del 60%. Attraverso questa operazione la compagnia operava con il collegamento marittimo Catania-Napoli. L'anno seguente, nel 2016, assieme all'Ustica Lines, la Caronte & Tourist rilevava il marchio e le attività della Siremar, che confluivano in una nuova società, la Caronte & Tourist Isole Minori.
Nel 2018, la Caronte & Tourist presentava la nave Elio, costruita in Turchia dalla Sefine Shipyard, il primo traghetto alimentato a GNL a entrare in servizio nel Mar Mediterraneo. L'anno seguente, nel 2019, la compagine azionaria della Caronte & Tourist subisce un nuovo mutamento per l'ingresso del fondo di investimento britannico Basalt Infrastructure Partners che ne rileva il 30% delle quote. Le famiglie Franza e Matacena rimanevano nel capitale della compagnia con il 35% delle quote ciascuno. Nel maggio 2020, la Caronte & Tourist fa ingresso nel capitale della BluNavy, compagnia di navigazione di Portoferraio che opera principalmente nei collegamenti con l'isola d'Elba, di cui acquisisce il 25% delle quote.

## Informazioni e dati

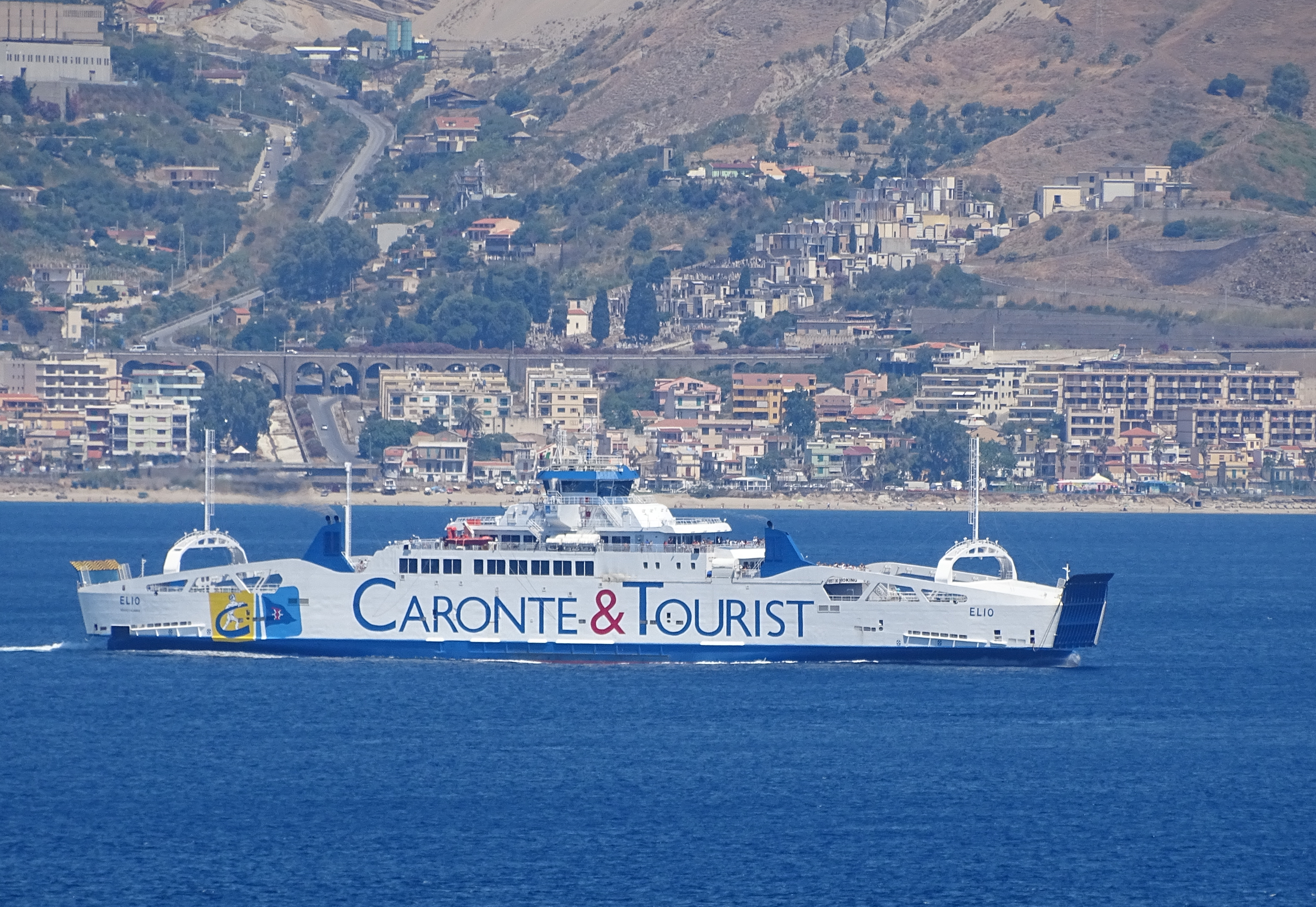
Il traghetto bidirezionale Elio

La Caronte & Tourist, società di navigazione con sede a Messina, attiva nel servizio traghetti, rappresenta la maggiore impresa della città siciliana per dimensioni e fatturato. É controllata dalle società Caronte della famiglia Matacena e dalla Tourist Ferry Boat della famiglia Franza, che possiedono il 35% ciascuna delle azioni, e il rimanente 30% è posseduto dal fondo di investimento britannico Basalt Infrastructure Partners.
Nel 2021, l'azienda ha realizzato un fatturato di 87,7 milioni di euro e un utile netto di 17,3 milioni, e impiegava 503 addetti. Muove annualmente circa 6 milioni di passeggeri con la sua flotta di 29 navi, e controlla il 78% del traffico passeggeri sullo Stretto.
Nel corso degli anni ha assunto le dimensioni di un Gruppo, e controlla le seguenti società:
- Cartour S.r.l., che opera sul collegamento tra Messina e Salerno con navi Ro-pax;
- Caronte & Tourist Isole Minori S.p.A.;
- Maddalena lines
- BluNavy S.p.A. (25%);
- Cantieri Navali dello Stretto S.r.l. (navalmeccanica);
- Servizi Norimberga S.p.A. (servizi).

Di queste, la maggiore è la Caronte & Tourist Isole Minori con sede a Milazzo, nella città metropolitana di Messina, che nel 2020 ha realizzato un fatturato di 17,8 milioni di euro e un utile netto di 758 mila, e impiega 502 addetti.

## Flotta del passato
| Tipo                    | Traghetto            | Immagine | Lunghezza (m) | Larghezza (m) | Stazza (t.s.l.) | Passeggeri | Metri lineari carico merci / auto | Anno di costruzione | Anni di servizio per Caronte e Tourist | Note                                     |
| ----------------------- | -------------------- | -------- | ------------- | ------------- | --------------- | ---------- | --------------------------------- | ------------------- | -------------------------------------- | ---------------------------------------- |
| Ferry                   | Filomena Matacena    |          | 71,86         | 14            | 956,24          | 100        | 70 auto                           | 1967                | 1967-2005                              | Attuale Green Lipari per Green fleet Srl |
| Ferry                   | Antonio Amabile      |          | 71,86         | 14            | 956,24          | 100        | 70 auto                           | 1968                | 1968-1991                              | Demolita ad Aliağa nel 2008              |
| Ferry                   | Tourist Ferry Boat 1 |          | 82,71         | 12,47         | 620             | 500        | 220                               | 1968                | 1968-2006                              | Attuale Giuseppina Prima della Medmar    |
| Ferry                   | Tourist Ferry Boat 2 |          | 82,71         | 12,47         | 620             | 500        | 220                               | 1968                | 1968-2006                              | Venduta alla Medmar                      |
| Ferry                   | Tourist Ferry Boat 3 |          | 58,35         | 9             | 437,81          | 200        | 36 veicoli                        | 1966                | 1966-2006                              | Venduta alla Medmar                      |
| Traghetto bidirezionale | Acciarello           |          | 113,6         | 18,7          | 7,865           | 600        | 210 auto                          | 1997                | 2004-2015                              | Venduto nel 2015 alla BluNavy            |
| Fast Cruise Ferry       | Prometheus           |          | 211,94        | 25            | 31.730          | 1.300      | 1000/ 2000                        | 2000                | 2003-2005 (noleggio)                   | Attuale Zeus Palace di Grimaldi Lines    |
| Ro-Pax                  | Cartour              |          | 186           | 25,6          | 24 418          | 350        | 2040                              | 2001                | 2001- 2007                             | Attuale Kerry per Stena Line             |
| Ro-Pax                  | Maria Grazia On.     |          | 186           | 25,6          | 26 302          | 946        | 179/ 2623                         | 2004                | 2007- 2009 (noleggiata)                | Attuale Venezia per Grimaldi Lines       |
| Ro-Pax                  | Cartour Gamma        |          | 186           | 25,6          | 27 522          | 972        | 200 / 2275                        | 2006                | 2006- 2018                             | Attuale Corfù per Grimaldi Lines         |
| Ro-Pax                  | Norman Atlantic      |          | 186           | 25,6          | 26 904          | 840        | 355/ 2255                         | 2009                | 2014- 2015 (noleggio)                  | Demolita ad Aliağa nel 2019              |
| Ro-Pax                  | Cartour Epsilon      |          | 186           | 25,6          | 26 375          | 400        | 70/ 2860                          | 2011                | 2011- 2022                             | Attuale Epsilon per Unity Line           |
| Ro-Pax                  | Cartour Beta         |          | 186           | 25,6          | 26 500          | 1000       | 170/ 2275                         | 2006                | 2006- 2010                             | Attuale Stena Horizon per Stena Line     |
| Ro-Pax                  | GNV Bridge           |          | 203           | 26            | 32 000          | 1000       | 2564/ 200                         | 2021                | 2025 (noleggio)                        | In servizio per GNV                      |
| Ro-Pax                  | Galaxy               |          | 127,64        | 19,41         | 10 553          | 450        | 250/ 468                          | 1979                | 2023 (noleggio)                        | In servizio per A-Ships Management       |
| Ro-Pax                  | Lampedusa            |          | 125,66        | 18,5          | 9 148           | 830        | 221/ 370                          | 1973                | 2019- 2024                             | Attuale Seabridge per Lider Line         |